# Macrobrachium veliense
Macrobrachium veliense är en kräftdjursart som beskrevs av Jayachandran och Joseph 1985. Macrobrachium veliense ingår i släktet Macrobrachium och familjen Palaemonidae. Inga underarter finns listade i Catalogue of Life.